# Kiichiro Toyoda
Kiichiro Toyoda (豊田喜一郎, Toyoda Kiichirō) né le 11 juin 1894 et mort le 27 mars 1952 au Japon, est un industriel japonais et le fils de Sakichi Toyoda, fondateur du groupe japonais Toyota. Il crée, en 1937, le constructeur automobile Toyota Motor Corporation.

## Biographie
Kiichiro Toyoda est un ancien fabricant de métiers à tisser reconverti dans le moteur à explosion. Peu de temps avant sa mort, son père Sakichi Toyoda, l'encourage à suivre ses rêves et le pari sur l'industrie automobile. Kiichiro Toyoda créa, en 1937, le Toyota Motor Corporation.
En 1936, il produit la première voiture série de Toyota, la Toyota AA.
En 1937, Kiichiro Toyoda met en place le principe Juste-à-temps (« Just in time », JIT). À partir des années 1940, il collabore avec son cousin et confident, Eiji Toyoda, pour systématiser le JIT et rattraper le retard sur les États-Unis.
En 1948, il démissionne de son poste au sein de la société à la suite de mauvaises ventes et de rentabilité. Il meurt quatre ans plus tard, le 27 mars 1952, alors âgé de 57 ans.
En 1957, son cousin Eiji Toyoda, devient le chef de Toyota et supervise le succès de son expansion dans le monde et le lancement de sa division haut de gamme, Lexus.
Shoichiro Toyoda (en) né à Nagoya en 1925, fils de Kiichiro Toyoda,  lui succéda de 1982 à 1992. Le fils de Shoichiro, Akio Toyoda fut l'adjoint de Katsuaki Watanabe avant de devenir le président et directeur général de Toyota Motor Corporation en 2009.

### Sources
- (en) Cet article est partiellement ou en totalité issu de l’article de Wikipédia en anglais intitulé « Kiichiro Toyoda » (voir la liste des auteurs).